# Chủ tịch Đại Hội đồng Liên Hợp Quốc
Chủ tịch Đại hội đồng Liên Hợp Quốc là chức vụ do các nhóm khu vực đề cử luân phiên do Đại hội đồng Liên Hợp Quốc bầu theo một khóa họp. Chủ tịch là người chủ trì phiên họp đại hội đồng.

## Bầu cử

Bản đồ các quốc gia có đại diện làm Chủ tịch Đại hội đồng Liên Hợp Quốc, tới phiên họp thứ 59 2014-2015

Phiên họp đầu tiên của Đại hội đồng Liên Hợp Quốc thường diễn ra vào tháng 9 hàng năm, các phiên họp đặc biệt hoặc khẩn cấp đặc biệt đều do chủ tịch Đại hội đồng Liên Hợp Quốc chủ trì.
Các Chủ tịch được bầu chọn luân phiên theo các nhóm khu vực được phân chia theo địa lý: châu Phi, Đông Âu, châu Á, Mỹ Latin và Caribbean, Tây Âu và các nước khác.
Vì chức vụ quan trọng trên phạm vi toàn cầu, các quốc gia lớn nhất, mạnh nhất chưa bao giờ giữ nhiệm kỳ chủ tịch, chẳng hạn như: Cộng hòa Nhân dân Trung Hoa, Pháp, Nhật Bản, Nga, Liên hiệp Anh, Hoa Kỳ. Đặc biệt theo phong tục, chức chủ tịch không do các nước ủy viên thường trực Liên Hợp Quốc nắm giữ.
Quốc gia có 2 lần làm chủ tịch Đại hội đồng là Argentina, còn lại đều có 1 lần. Chức vụ không được tính trong các phiên họp đặc biệt hoặc trường hợp khẩn cấp.

## Danh sách chủ tịch
| Năm bầu | Chân dung   | Chủ tịch                     | Thành viên LHQ               | Nhóm                        | Phiên họp                                                                                        |
| ------- | ----------- | ---------------------------- | ---------------------------- | --------------------------- | ------------------------------------------------------------------------------------------------ |
| 1946    | không khung | Paul-Henri Spaak             | Bỉ                           | Tây Âu                      | lần thứ nhất                                                                                     |
| 1947    | không khung | Osvaldo Aranha               | Brazil                       | Mỹ Latin                    | lần thứ 2 đặc biệt lần thứ 1                                                                     |
| 1948    | không khung | José Arce                    | Argentina                    | Mỹ Latin                    | đặc biệt lần thứ 2                                                                               |
| 1948    | không khung | Herbert Vere Evatt           | Úc                           | Khối Thịnh vượng chung      | lần thứ 3                                                                                        |
| 1949    | không khung | Carlos P. Romulo             | Philippines                  | Đông Âu và châu Á           | lần thứ 4                                                                                        |
| 1950    | không khung | Nasrollah Entezam            | Iran                         | Đông Âu và châu Á           | lần thứ 5                                                                                        |
| 1951    |             | Luis Padilla Nervo           | Mexico                       | Mỹ Latin                    | lần thứ 6                                                                                        |
| 1952    | không khung | Lester B. Pearson            | Canada                       | Khối Thịnh vượng chung      | lần thứ 7                                                                                        |
| 1953    | không khung | Vijaya Lakshmi Pandit        | Ấn Độ                        | Khối Thịnh vượng chung      | lần thứ 8, Chủ tịch là phụ nữ đầu tiên                                                           |
| 1954    | không khung | Eelco van Kleffens           | Hà Lan                       | Tây Âu                      | lần thứ 9                                                                                        |
| 1955    | không khung | José Maza Fernández          | Chile                        | Mỹ Latin                    | lần thứ 10                                                                                       |
| 1956    |             | Rudecindo Ortega             | Chile                        | Mỹ Latin                    | khẩn cấp đặc biệt lần thứ 1 khẩn cấp đặc biệt lần thứ 2                                          |
| 1956    | không khung | Wan Waithayakon              | Thái Lan                     | Đông Âu và châu Á           | lần thứ 11                                                                                       |
| 1957    | không khung | Leslie Munro                 | New Zealand                  | Khối Thịnh vượng chung      | lần thứ 12 khẩn cấp đặc biệt lần thứ 3                                                           |
| 1958    | không khung | Charles Malik                | Lebanon                      | Trung Đông                  | lần thứ 13                                                                                       |
| 1959    | không khung | Víctor Andrés Belaúnde       | Perú                         | Mỹ Latin                    | lần thứ 14 khẩn cấp đặc biệt lần thứ 4                                                           |
| 1960    | không khung | Frederick Boland             | Ireland                      | Tây Âu                      | lần thứ 15 đặc biệt lần thứ 3                                                                    |
| 1961    | không khung | Mongi Slim                   | Tunisia                      | Trung Đông                  | lần thứ 16                                                                                       |
| 1962    |             | Muhammad Zafarullah Khan     | Pakistan                     | Khối Thịnh vượng chung      | lần thứ 17 đặc biệt lần thứ 4                                                                    |
| 1963    |             | Carlos Sosa Rodríguez        | Venezuela                    | Mỹ Latin                    | lần thứ 18                                                                                       |
| 1964    |             | Alex Quaison-Sackey          | Ghana                        | Khối Thịnh vượng chung      | lần thứ 19                                                                                       |
| 1965    | không khung | Amintore Fanfani             | Ý                            | Tây Âu                      | lần thứ 20                                                                                       |
| 1966    |             | Abdul Rahman Pazhwak         | Afghanistan                  | Châu Á                      | lần thứ 21 đặc biệt lần thứ 5 khẩn cấp đặc biệt lần thứ 5                                        |
| 1967    | không khung | Corneliu Mănescu             | Romania                      | Đông Âu                     | lần thứ 22                                                                                       |
| 1968    |             | Emilio Arenales Catalán      | Guatemala                    | Mỹ Latin và Caribbean       | lần thứ 23                                                                                       |
| 1969    | không khung | Angie Brooks                 | Liberia                      | Châu Phi                    | lần thứ 24                                                                                       |
| 1970    |             | Edvard Hambro                | Na Uy                        | Tây Âu và các quốc gia khác | lần thứ 25                                                                                       |
| 1971    | không khung | Adam Malik                   | Indonesia                    | Châu Á                      | lần thứ 26                                                                                       |
| 1972    |             | Stanisław Trepczyński        | Ba Lan                       | Đông Âu                     | lần thứ 27                                                                                       |
| 1973    |             | Leopoldo Benites             | Ecuador                      | Mỹ Latin và Caribbean       | lần thứ 28 đặc biệt lần thứ 6                                                                    |
| 1974    | không khung | Abdelaziz Bouteflika         | Algérie                      | Châu Phi                    | lần thứ 29 đặc biệt lần thứ 7                                                                    |
| 1975    | không khung | Gaston Thorn                 | Luxembourg                   | Tây Âu và các quốc gia khác | lần thứ 30                                                                                       |
| 1976    |             | Hamilton Shirley Amerasinghe | Sri Lanka                    | Châu Á                      | lần thứ 31                                                                                       |
| 1977    |             | Lazar Mojsov                 | Nam Tư                       | Đông Âu                     | lần thứ 32 đặc biệt lần thứ 8 đặc biệt lần thứ 9 đặc biệt lần thứ 10                             |
| 1978    |             | Indalecio Liévano            | Colombia                     | Mỹ Latin và Caribbean       | lần thứ 33                                                                                       |
| 1979    | không khung | Salim Ahmed Salim            | Cộng hòa Thống nhất Tanzania | Châu Phi                    | lần thứ 34 khẩn cấp đặc biệt lần thứ 6 khẩn cấp đặc biệt lần thứ 7 đặc biệt lần thứ 11           |
| 1980    |             | Rüdiger von Wechmar          | Cộng hòa Liên bang Đức       | Tây Âu và các quốc gia khác | lần thứ 35 khẩn cấp đặc biệt lần thứ 8                                                           |
| 1981    |             | Ismat T. Kittani             | Iraq                         | Châu Á                      | lần thứ 36 khẩn cấp đặc biệt lần thứ 7—tiếp diễn khẩn cấp đặc biệt lần thứ 9 đặc biệt lần thứ 12 |
| 1982    | không khung | Imre Hollai                  | Hungary                      | Đông Âu                     | lần thứ 37                                                                                       |
| 1983    |             | Jorge Illueca                | Panama                       | Mỹ Latin và Caribbean       | lần thứ 38                                                                                       |
| 1984    |             | Paul J. F. Lusaka            | Zambia                       | Châu Phi                    | lần thứ 39                                                                                       |
| 1985    |             | Jaime de Piniés              | Tây Ban Nha                  | Tây Âu và còn lại           | lần thứ 40 đặc biệt lần thứ 13                                                                   |
| 1986    |             | Humayun Rashid Choudhury     | Bangladesh                   | Châu Á                      | lần thứ 41 đặc biệt lần thứ 14                                                                   |
| 1987    | không khung | Peter Florin                 | Cộng hòa Dân chủ Đức         | Đông Âu                     | lần thứ 42 đặc biệt lần thứ 15                                                                   |
| 1988    | không khung | Dante Caputo                 | Argentina                    | Mỹ Latin và Caribbean       | lần thứ 43                                                                                       |
| 1989    |             | Joseph Nanven Garba          | Nigeria                      | Châu Phi                    | lần thứ 44 đặc biệt lần thứ 16 đặc biệt lần thứ 17 đặc biệt lần thứ 18                           |
| 1990    | không khung | Guido de Marco               | Malta                        | Tây Âu và các quốc gia khác | lần thứ 45                                                                                       |
| 1991    |             | Samir Shihabi                | Ả Rập Xê Út                  | Châu Á                      | lần thứ 46                                                                                       |
| 1992    |             | Stoyan Ganev                 | Bulgaria                     | Đông Âu                     | lần thứ 47                                                                                       |
| 1993    | không khung | Rudy Insanally               | Guyana                       | Mỹ Latin và Caribbean       | lần thứ 48                                                                                       |
| 1994    | không khung | Amara Essy                   | Bờ Biển Ngà                  | Châu Phi                    | lần thứ 49                                                                                       |
| 1995    | không khung | Diogo de Freitas do Amaral   | Bồ Đào Nha                   | Tây Âu và các quốc gia khác | lần thứ 50                                                                                       |
| 1996    |             | Razali Ismail                | Malaysia                     | Châu Á                      | lần thứ 51 khẩn cấp đặc biệt lần thứ 10 đặc biệt lần thứ 19                                      |
| 1997    | không khung | Hennadiy Udovenko            | Ukraina                      | Đông Âu                     | lần thứ 52 khẩn cấp đặc biệt lần thứ 10—tiếp diễn đặc biệt lần thứ 20                            |
| 1998    | không khung | Didier Opertti               | Uruguay                      | Mỹ Latin và Caribbean       | lần thứ 53 khẩn cấp đặc biệt lần thứ 10—tiếp diễn đặc biệt lần thứ 21                            |
| 1999    | không khung | Theo-Ben Gurirab             | Namibia                      | Châu Phi                    | lần thứ 54 đặc biệt lần thứ 22 đặc biệt lần thứ 23 đặc biệt lần thứ 24                           |
| 2000    | không khung | Harri Holkeri                | Phần Lan                     | Tây Âu và các quốc gia khác | lần thứ 55 khẩn cấp đặc biệt lần thứ 10-tiếp diễn đặc biệt lần thứ 25 đặc biệt lần thứ 26        |
| 2001    | không khung | Han Seung-soo                | Hàn Quốc                     | Châu Á                      | lần thứ 56                                                                                       |
| 2002    | không khung | Jan Kavan                    | Cộng hòa Séc                 | Đông Âu                     | lần thứ 57                                                                                       |
| 2003    | không khung | Julian Hunte                 | Saint Lucia                  | Mỹ Latin và Caribbean       | lần thứ 58                                                                                       |
| 2004    | không khung | Jean Ping                    | Gabon                        | Châu Phi                    | lần thứ 59                                                                                       |
| 2005    | không khung | Jan Eliasson                 | Thụy Điển                    | Tây Âu và các quốc gia khác | lần thứ 60                                                                                       |
| 2006    | không khung | Haya Rashed Al-Khalifa       | Bahrain                      | Châu Á                      | lần thứ 61                                                                                       |
| 2007    | không khung | Srgjan Kerim                 | Cộng hòa Macedonia           | Đông Âu                     | lần thứ 62                                                                                       |
| 2008    | không khung | Miguel d'Escoto Brockmann    | Nicaragua                    | Mỹ Latin và Caribbean       | lần thứ 63                                                                                       |
| 2009    | không khung | Ali Treki                    | Libya                        | Châu Phi                    | lần thứ 64                                                                                       |
| 2010    | không khung | Joseph Deiss                 | Thụy Sĩ                      | Tây Âu và các quốc gia khác | lần thứ 65                                                                                       |
| 2011    | không khung | Nassir Al-Nasser             | Qatar                        | Châu Á-Thái Bình Dương      | lần thứ 66                                                                                       |
| 2012    | không khung | Vuk Jeremić                  | Serbia                       | Đông Âu                     | lần thứ 67                                                                                       |
| 2013    | không khung | John William Ashe            | Antigua và Barbuda           | Mỹ Latin và Caribbean       | lần thứ 68                                                                                       |
| 2014    | không khung | Sam Kutesa                   | Uganda                       | Châu Phi                    | lần thứ 69                                                                                       |
| 2015    |             | Mogens Lykketoft             | Đan Mạch                     | Tây Âu và các quốc gia khác | lần thứ 70                                                                                       |
| 2016    | không khung | Peter Thomson                | Fiji                         | Châu Á-Thái Bình Dương      | lần thứ 71                                                                                       |
| 2017    | không khung | Miroslav Lajčák              | Slovakia                     | Đông Âu                     | lần thứ 72                                                                                       |
| 2018    | không khung | María Fernanda Espinosa      | Ecuador                      | Mỹ Latin và Caribbean       | lần thứ 73                                                                                       |
| 2019    | không khung | Tijjani Muhammad-Bande       | Nigeria                      | Châu Phi                    | lần thứ 74                                                                                       |
| 2020    | không khung | Volkan Bozkır                | Thổ Nhĩ Kỳ                   | Tây Âu và các quốc gia khác | Lần thứ 75                                                                                       |
| 2021    |             | Abdulla Shahid               | Maldives                     | Châu Á-Thái Bình Dương      | Lần thứ 76 khẩn cấp đặc biệt lần thứ 11                                                          |

## Nhóm khu vực

### Trước 1966
Trước năm 1966 các nhóm khu vực đề cử được chia thành 5 nhóm gồm:
- Khối thịnh vượng chung (COS)
- Đông Âu và châu Á (EAS)
- Mỹ Latin (LAS)
- Trung Đông (MES)
- Tây Âu (WES)

### Sau 1966
Sau năm 1966 các nhóm khu vực đề cử được chia thành 5 nhóm gồm:
- Châu Phi
- châu Á, kể từ 2011 là Châu Á-Thái Bình Dương
- Đông Âu (EEG)
- Mỹ Latin và Caribbean (GRULAC)
- Tây Âu và các quốc gia khác (WEOG)

#### Đông Âu

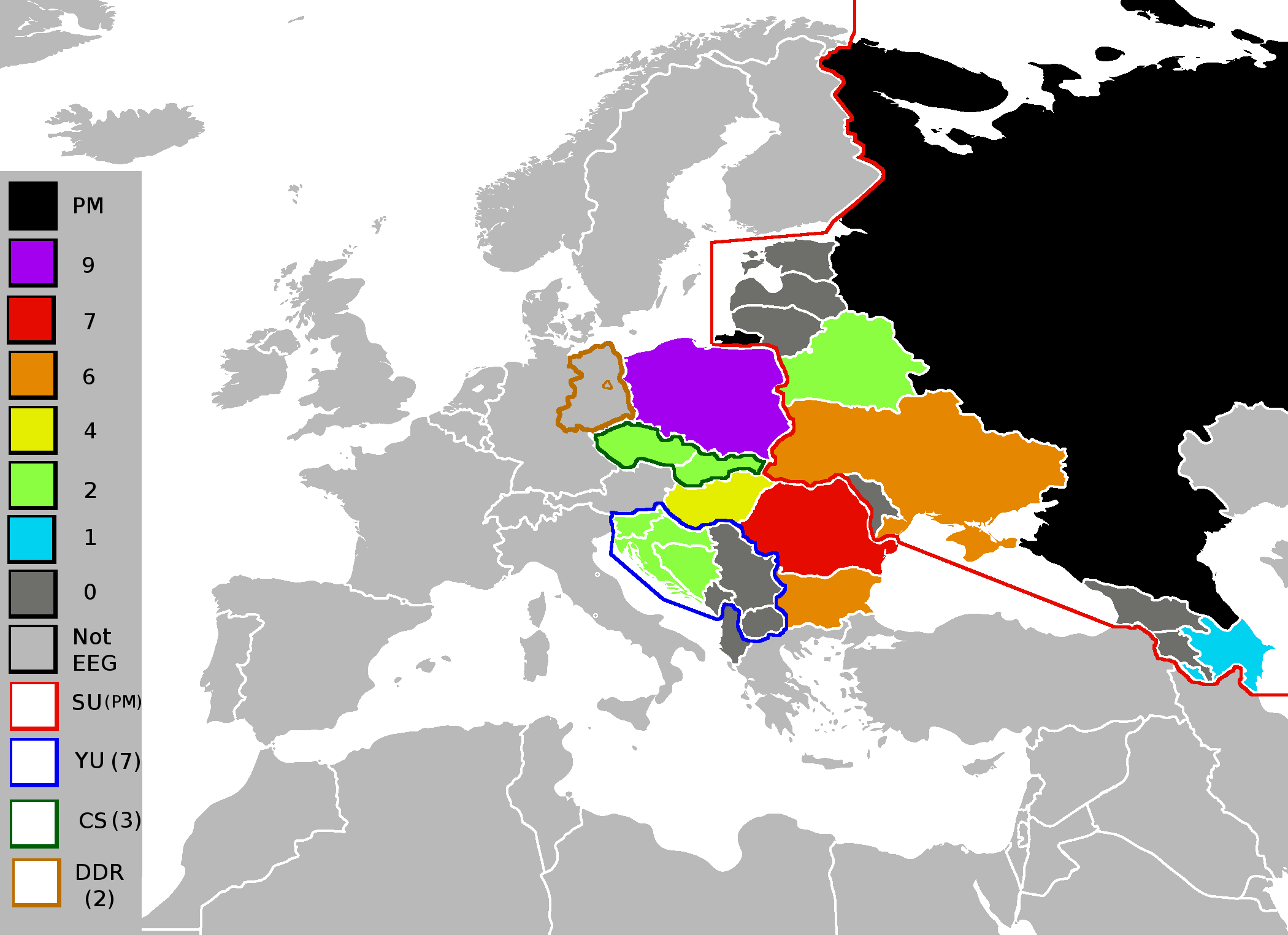
Nhóm Đông Âu năm 2012, với số lần quốc gia từng là thành viên Hội đồng Bảo an Liên Hợp Quốc, với các cựu quốc gia của chính thể

Nhóm khu vực Đông Âu được thành lập năm 1961 là một trong 5 nhóm khu vực biểu quyết tại Liên Hợp Quốc. Nhóm bao gồm các quốc gia Đông Âu và các nước thuộc Caucasus, tạo thành Khối phía Đông. châu Âu được chia làm 2 nhóm Đông Âu và nhóm Tây Âu và các quốc gia khác.
Các thành viên cũ
- Cộng hòa Xã hội chủ nghĩa Xô viết Byelorussia
- Tiệp Khắc
- Liên bang Cộng hòa Nam Tư / Serbia và Montenegro
- Cộng hòa Dân chủ Đức
- Cộng hòa Xã hội chủ nghĩa Liên bang Nam Tư
- Liên bang Cộng hòa Xã hội chủ nghĩa Xô viết
- Cộng hòa Xã hội chủ nghĩa Xô viết Ukraina

Các thành viên hiện tại
| - Albania - Armenia - Azerbaijan - Belarus - Bosnia và Herzegovina - Bulgaria - Croatia - Cộng hòa Séc | - Estonia - Georgia - Hungary - Latvia - Lithuania - Cộng hòa Macedonia - Moldova - Montenegro | - Ba Lan - Romania - Liên bang Nga - Serbia - Slovakia - Slovenia - Ukraine |

#### Tây Âu và các quốc gia khác

Thành viên nhóm Tây Âu và các quốc gia khác

Nhóm Tây Âu và các quốc gia khác còn được gọi WEOG. Nhóm được thành lập năm 1961. Hầu hết các quốc gia trong nhóm đều thuộc Tây Âu, các quốc gia khác ở các khu vực địa lý khác nhau trên thế giới. Israel là quốc gia châu Á nhưng lại là thành viên của nhóm Tây Âu do các quốc gia Ả Rập phản đối việc tham gia nhóm. Canada, Úc, New Zealand, là các quốc gia gắn liền lịch sử chính trị và văn hóa với các nước Tây Âu nên được xếp vào nhóm. Thổ Nhĩ Kỳ tham gia cả hai nhóm châu Á và Tây Âu nhưng với mục đích bầu cử thì thuộc Tây Âu. Trong nhóm Hoa Kỳ là quốc gia quan sát (không tham gia bỏ phiếu nhưng có quyền đề cử).
Thành viên của nhóm hiện tại gồm 28 quốc gia, cộng 1 quan sát. Quan sát viên là Hoa Kỳ tự nguyện không tham gia với tư cách thành viên, tham dự các phiên họp với tư cách quan sát viên. Tuy nhiên cũng có thể được coi là 1 thành viên vì việc đề cử ứng viên cho cuộc bầu cử tại Liên Hợp Quốc. 
Thành viên thường trực của châu Âu
| - Andorra - Áo - Bỉ - Đan Mạch - Phần Lan - Pháp - Đức - Hy Lạp | - Iceland - Ireland - Italy - Liechtenstein - Luxembourg - Malta - Monaco - Hà Lan | - Na Uy - Bồ Đào Nha - San Marino - Tây Ban Nha - Thụy Điển - Thụy Sĩ - Thổ Nhĩ Kỳ - Liên Hiệp Anh |

Thành viên thường trực ngoài châu Âu
- Úc
- Canada
- Israel
- New Zealand

Quan sát viên
- Hoa Kỳ